# Данглов
Данглов (англ. Dungloe, також Dunglow; ірл. An Clochán Liath) — (переписне) селище в Ірландії, знаходиться в графстві Донегол (провінція Ольстер). Є частиною Гелтахту.

## Демографія
Населення — 1 068 людей (за даними перепису 2006 року). В 2002 році населення складало 946 людей. 
Дані перепису 2006 року:
| Загальні демографічні показники' |               |                           |                           |      |      |
| Усе населення                    | Усе населення | Зміни населення 2002-2006 | Зміни населення 2002-2006 | 2006 | 2006 |
| 2002                             | 2006          | люд.                      | %                         | чол. | жін. |
| 946                              | 1 068         | 122                       | 12,9                      | 525  | 543  |

У наведених нижче таблицях сума всіх відповідей (стовпець «сума»), як правило, менше загального населення населеного пункту (стовпець «2006»). 
| Релігія (Тема 2 — 5 : Кількість людей за релігіями, 2006) |             |              |             |            |       |       |
| Католики, люд.                                            | Католики, % | Інша релігія | Без релігії | не вказано | сума  | 2006  |
| 1 008                                                     | 94,4        | 36           | 15          | 9          | 1 068 | 1 068 |

| Етно-расовий склад (Етнічність. Тема 2 - 3 : Постійне населення за етнічним чи культурним походженням, 2006) |            |           |                          |        |      |            |       |       |
| Білі ірландці                                                                                                | Лухт-шулта | Інші білі | Негри або чорні ірландці | Азіати | Інші | не вказано | сума  | 2006  |
| 976 | 0          | 51        | 0                        | 14     | 4    | 6          | 1 051 | 1 068 |
| Частка від всіх відповівших на запитання, %                                                                  |            |           |                          |        |      |            |       |       |
| 92,9 | 0,0        | 4,9       | 0,0                      | 1,3    | 0,4  | 0,6        | 100   | 98,41 |

1 — частка відповівших на питання про мову від усього населення.
| Володіння ірландською мовою (Тема 3 — 1 : Кількість людей від 3-х років і старше за здатністю говорити ірландською мовою, 2006) |      |            |       |       |
| Чи володієте Ви ірландською мовою?                                                                                              |      |            |       |       |
| Так | Ні   | не вказано | сума  | 2006  |
| 524 | 494  | 9          | 1 027 | 1 068 |
| Частка від всіх відповівших на запитання про мову, %                                                                            |      |            |       |       |
| 51,0 | 48,1 | 0,9        | 100   | 96,21 |

1 — частка відповівших на питання про мову від усього населення.
| Використання ірландської мови (Тема 3 - 2 : Irish speakers aged 3 or over by frequency of speaking Irish, 2006) |                                                  |                                          |                                          |                                          |                                          |                                          |      |                                           |       |
| Як часто і де Ви розмовляєте ірландською?                                                                       |                                                  |                                          |                                          |                                          |                                          |                                          |      |                                           |       |
| щоденно, тільки в освітніх закладах                                                                             | щоденно, як в освітніх закладах, так і поза ними | в інших місцях (поза освітньою системою) | в інших місцях (поза освітньою системою) | в інших місцях (поза освітньою системою) | в інших місцях (поза освітньою системою) | в інших місцях (поза освітньою системою) | сума | усього, відповідавших на питання про мову | 2006  |
| щоденно, тільки в освітніх закладах                                                                             | щоденно, як в освітніх закладах, так і поза ними | щоденно                                  | кожен тиждень                            | рідше                                    | ніколи                                   | не вказано                               | сума | усього, відповідавших на питання про мову | 2006  |
| 107 | 8                                                | 76                                       | 65                                       | 193                                      | 58                                       | 17                                       | 524  | 1 027                                     | 1 068 |
| Частка від всіх відповівших на запитання про мову, %                                                            |                                                  |                                          |                                          |                                          |                                          |                                          |      |                                           |       |
| 10,4 | 0,8                                              | 7,4                                      | 6,3                                      | 18,8                                     | 5,6                                      | 1,7                                      | 51,0 | 100                                       |       |

| Типи приватних помешкань (Тема 6 - 1(a) : Кількість приватних домоволодінь за типом розміщення, 2006) |          |         |                  |            |      |       |
| Окремий будинок                                                                                       | Квартира | Кімната | Мобільні будинки | не вказано | сума | 2006  |
| 366                                                                                                   | 56       | 1       | 1                | 7          | 431  | 1 068 |